# 清华大学校友列表
清华大学校友列表列举部分求学或毕业于清华大学，或曾于清华大学任教和就教的著名学者、知名政治军事人物和其他社会知名人士。
根據清華大學章程第三十七条，清華校友是在清華學習或工作過的師生，或是獲得清華授予的名誉学位或荣誉职衔人士。根據2009年版的清華大學校友總會章程，清華校友還包含新竹清华大学師生。
根据中国校友会网编制的《2012中国大学评价研究报告》显示，清华大学造就的杰出政界校友最多，恢复高考后毕业于清华的两院院士校友最多有31人，清华共培养了84名亿万富豪校友（财富合计近3000亿），荣获中国“亿万富豪摇篮”桂冠。2019年，根據Wealth-X公司的調查，清華校友成為超高淨值富豪（淨資產達超過3000萬美元）共有1090人，排名世界第31名，中國第一。

## 學界

### 諾貝爾獎得主
杨振宁、李政道、李远哲

### 学者学界
- 梅贻琦：清華永遠的校長
- 曹禺：中國現代劇作家以及戲劇教育家，被稱為「中國的莎士比亞」
- 钱锺书：比較文學大師
- 梁启超
- 陈寅恪
- 林家翘： 林-钱方程的提出者，著名流體力學家
- 王淦昌：兩彈一星元勳
- 王大珩：中國光學界的重要學術奠基人、開拓者和組織領導者
- 赵九章：中國氣象科學從定性描敘走向數值預報的先驅、兩彈一星元勳
- 叶笃正：中國科學院副院長
- 杨石先：南開大學校長
- 邹承鲁：世界首次人工全合成結晶牛胰島素
- 杨廷宝：中國近現代建築設計開拓者之一
- 郑哲敏：中國爆炸力學的主要開拓者
- 王大中：主持建成全球第一座一體化殼式核供熱堆、清華大學校長
- 王永志：中國航天工程的開創者和學術技術帶頭人
- 金怡濂：中國巨型計算機事業的開拓者
- 吴征镒：被子植物八綱系統分類法的提出者
- 黄克智：中國科學院技術科學部院士
- 杨卫：浙江大學校長
- 吴晗：中國近代的歷史學家

### 人文社会科学学者
- 李济：中国现代考古学家
- 姜亮夫：中國卓越的教育家，楚辭學家、敦煌學家、語言學家、文獻學家、一代國學宗師
- 赵元任：清華四大國學老師、现代语言和现代音乐学先驱
- 季羡林：东方学大师、语言学家
- 陈岱孙：著名经济学家、教育
- 吴晗：著名历史学家、社会活动家
- 闻一多：著名作家、愛國詩人、五四運動領袖之一
- 朱自清：著名散文家
- 钱锺书：现代著名作家、文学研究家、比較文學大師
- 杨绛：中國著名戲劇家、翻譯家
- 梁实秋：著名散文家、學者、文學批評家、翻譯家、英漢字典編譯者，華人世界第一個研究莎士比亞的權威
- 张荫麟：著名学者，历史学家
- 李健吾：著名作家、戏剧家。
- 何炳棣：中央研究院院士
- 夏鼐：考古学家、社会活动家
- 李学勤：历史学家、古文字学家
- 许国璋：中国语言学家
- 金岳霖：哲学家、逻辑学家
- 王铁崖：中国当代国际法学家
- 潘光旦：社会学家，优生学家
- 英若诚：表演艺术家、翻译家
- 费孝通：社会学家、人类学家
- 高亨：著名教授，古文字学家
- 王力：著名语言学家兼诗人
- 于光远：著名经济学家
- 李稻葵：著名经济学家

### 自然科学学者
- 杨振宁：提出宇稱不守恆理論、物理諾貝爾獎得主
- 李政道：提出宇稱不守恆理論、物理諾貝爾獎得主
- 竺可桢：中國自建和創辦現代氣象事業的起點和標誌、擔任國立浙江大學校長，被稱為「浙大學術事業的奠基人，浙大「求是」精神的典範，浙大的靈魂」、中國科學院院士、中央研究院院士、
- 姜立夫：南开大学数学系的创始人
- 段学复：中国群表示论的奠基人
- 张子高：化学家和化学教育家、中国化学史研究的开拓者之一
- 杨石先：中国科学院化学学部委员
- 叶企孙：中國近代物理學的奠基人之一、中華人民共和國建國後23位「兩彈一星」功勳獎章獲得者中，有半數以上曾是他的學生，因而被稱為「大師的大師」。
- 周培源：中国近代力学奠基人和理论物理奠基人之一
- 钱三强：核物理学家，科学院院士
- 王淦昌：杰出科学家、“两弹一星元勋”
- 邓稼先：“两弹”元勋
- 朱光亚：“两弹一星”功勋奖章
- 梁思成：建筑教育家，建筑学家
- 林徽因：建筑教育家，建筑学家
- 杨廷宝：近现代建筑设计开拓者之一
- 钱伟长：杰出的社会活动家
- 吴仲华：中国工程热物理学家
- 周光召：守恒定理的奠基人之一
- 林宗棠：东北人民政府工业部科长
- 熊庆来：著名数学家
- 华罗庚：中國解析數論、典型群、矩陣幾何學、自守函數論與多元複變函數等的創始人與奠基者
- 吴有训：中国近代物理学奠基人
- 林家翘：美国应用数学家、物理学家

## 党政軍界

### 正国级
- 习近平：中国共产党中央委员会总书记（第十八、十九届中共中央）、中国共产党中央军事委员会主席（第十八、十九届中共中央），国家主席（第十二、十三届全国人大）、国家军委主席（第十二、十三届全国人大）。中共第十五届中央候补委员，十六届、十七届、十八届、十九届中央委员，十七届中央政治局委员、常委、中央书记处书记，十八届、十九届中央政治局委员、常委、中央委员会总书记。第十一届全国人大第一次会议当选为中华人民共和国副主席。十七届五中全会增补为中共中央军事委员会副主席。第十一届全国人大常委会第十七次会议任命为中华人民共和国中央军事委员会副主席。十八届一中全会任中共中央军事委员会主席。第十二届全国人大第一次会议当选为中华人民共和国主席、中华人民共和国中央军事委员会主席。十九届一中全会任中共中央军事委员会主席。第十三届全国人大第一次会议当选为中华人民共和国主席、中华人民共和国中央军事委员会主席。
- 胡锦涛：中国共产党中央委员会总书记（第十六、十七届中共中央），中国共产党中央军事委员会主席（第十六届四中全会-十七届中共中央），国家主席（第十、十一届全国人大），国家军委主席（十届全国人大三次会议-十一届全国人大）。中共第十二届中央候补委员、中央委员，十三届、十四届、十五届、十六届、十七届中央委员，十四届、十五届中央政治局委员、常委、中央书记处书记，十六届、十七届中央政治局委员、常委、中央委员会总书记。十五届四中全会增补为中央军事委员会副主席。第九届全国人大第一次会议当选为中华人民共和国副主席。第九届全国人大常委会第十二次会议任命为中华人民共和国中央军事委员会副主席。第十届全国人大第一次会议当选为中华人民共和国主席。十六届四中全会任中央军事委员会主席。第十届全国人大第三次会议当选为中华人民共和国中央军事委员会主席。十七届一中全会任中央军事委员会主席。第十一届全国人大第一次会议当选为中华人民共和国主席、中华人民共和国中央军事委员会主席。第六届全国政协常务委员。
- 朱镕基：第十四、十五届中央政治局常委，第七、八届国务院副总理，第九届国务院总理。
- 吴邦国：第十四、十五届中央政治局委员，第十六、十七届中共中央政治局常委，第十、十一届全国人大常委会委员长，第十四届中央书记处书记，第八、九届国务院副总理。
- 姚依林：第十一届中央书记处书记，第十二届中央政治局委员、书记处书记，第十三届中央政治局常委，第五、六、七届国务院副总理。
- 宋平：第十三届中央政治局委员、常委，第六届国务委员。
- 黄菊：第十四、十五届中央政治局委员，第十六届中共中央政治局常委、第十届国务院副总理。
- 吴官正：第十五届中共中央政治局委员，第十六届中共中央政治局常委、中央纪委书记。
- 胡启立：第十二届中央政治局委员、书记处书记，第十三届中央政治局常委（被免）、书记处书记（被免），第九届全国政协副主席。

### 副国级
- 陈希：第十六、十七届中央纪委委员，第十八、十九届中央委员，第十九届中央政治局委员，现任中共中央组织部部长、中共中央党校校长。
- 胡乔木：第八届中央书记处候补书记，第十一届中央书记处书记，第十二届中央政治局委员，第十三届中央顾问委员会常委。
- 李锡铭：第十三届中央政治局委员，第八届全国人大常委会副委员长。
- 曾培炎：第十六届中央政治局委员，第十届国务院副总理。
- 刘延东：第十七、十八届中央政治局委员，第十届全国政协副主席，第十一届国务委员，第十二届国务院副总理。
- 王汉斌：第十四届中央政治局候补委员，第七、八届全国人大常委会副委员长。
- 费孝通：第七、八届全国人大常委会副委员长，第六届全国政协副主席。
- 吴阶平：第八、九届全国人大常委会副委员长。
- 彭佩云：第九届全国人大常委会副委员长。
- 周光召：第九届全国人大常委会副委员长。
- 丁石孙：第九、十届全国人大常委会副委员长。
- 华建敏：第十届国务委员，第十一届全国人大常委会副委员长。
- 罗隆基：第一届中央人民政府政务院政务委员。
- 贾春旺：第十届最高人民检察院检察长。
- 周培源：第五、六、七、八届全国政协副主席。
- 钱学森：第六、七、八届全国政协副主席。
- 钱伟长：第六、七、八、九届全国政协副主席。
- 叶选平：第七、八、九届全国政协副主席。
- 孙孚凌：第八、九届全国政协副主席。
- 安子介：第八、九届全国政协副主席。
- 朱光亚：第八、九届全国政协副主席。
- 李蒙：第十届全国政协副主席。
- 林文漪：第十一、十二届全国政协副主席。
- 陈元：第十二届全国政协副主席。
- 周小川：第十二届全国政协副主席。
- 陈吉宁：第二十届中共中央政治局委员, 上海市市委书记。

### 省部级
- 乔冠华：外交部副部长
- 何东昌：教育部长
- 蒋南翔：教育部長、清華大學校長
- 林宗棠：航天工业部部长
- 艾知生：国务院副秘书长、广播电视电影部部长
- 李绪鄂：航天工业部部长、国家科委副主任
- 张皓若：四川省省长
- 伍绍祖：国家体育总局局长
- 陈士能：贵州省省长、中国轻工业联合会会长
- 叶如棠：建设部部长
- 汪恕诚：水利部部长
- 孙立人：中華民國財政部稅警總團團長、支隊司令、中華民國陸軍總司令、總統府參軍長等職，並榮獲中華民國四等雲麾勳章、大英帝國司令勳章、美國豐功勳章以及中華民國青天白日勳章
- 张福森：司法部长、全国政协社会委员会主任
- 田成平：山西省委书记
- 周济：教育部长、中国工程院院长
- 解振华：国家环保局局长、国家发改委副主任
- 樓繼偉：財政部長、亞投行行長
- 东姑赛夫鲁: 马来西亚财政部长、银行家和企业家

## 藝文界
- 高晓松：知名音樂人
- 李健：知名音樂人
- 吴冠中：中國知名畫家
- 林天强：金雞百花電影節「觀眾最喜歡短片獎」得主
- 吴虹飞：金曲獎最佳編曲獎得主
- 郝景芳：科幻作家，亞洲第一位女性雨果獎得主

## 企業界
- 张朝阳：搜狐公司創辦人
- 王興：美團創辦人
- 宿華：快手創辦人
- 趙偉國：紫光集團與健坤投資集團董事長
- 陳雪楓：河南煤業化工集團有限責任公司董事長
- 池宇峰：完美世界創辦人與董事長。
- 李小琳：曾任中國電力國際發展有限公司董事長、中國電力新能源發展有限公司董事長。
- 楊勃：豆瓣創辦人
- 黄代放：泰豪科技股份有限公司董事长

## 新聞媒體界
- 朱國珍：台灣知名新聞主播、小說家
- 章國珍：台灣知名新聞主播

## 其他
- 周鋒鎖：六四學運領袖
- 章澤天：京東商城的刘强东之妻
- 孫立人：中華民國國軍二級上將，抗日名將
- 柯洁：内外围棋赛22连胜记录的围棋高手，2019年入学
- 杨倩：获得2020东京奥运会第一枚金牌的运动员，2018年入学